# Distúrbios na Bósnia e Herzegovina em 2014
Os distúrbios na Bósnia e Herzegovina em 2014 foram uma série de manifestações e tumultos que começaram no norte da cidade de Tuzla em 4 de Fevereiro de 2014, mas rapidamente se espalharam por várias cidades da Bósnia e Herzegovina, incluindo Sarajevo, Zenica, Mostar, Jajce e Brčko, entre outras, por razões sociais e com o objetivo de derrubar o governo. Os motins foram as cenas mais violentas que o país tinha visto desde o fim da Guerra da Bósnia em 1995. Os tumultos ocorreram principalmente na entidade da Federação da Bósnia e Herzegovina e não viu o mesmo nível de distúrbios ou ativismo na Republika Srpska.
Algumas fontes de notícias, como a BBC e o New York Times, usaram o termo Primavera Bósnia para descrever os motins, uma terminologia tirada de outros eventos como a Primavera Árabe e a Primavera de Praga. O político sueco Carl Bildt disse também que "em alguns lugares se tem falado sobre uma Primavera Bósnia".
A maioria dos motins se abrandariam até 8 de fevereiro, embora protestos continuaram durante os dias que se seguiram.
Em abril de 2014, os protestos haviam desaparecido devido à diminuição da participação. Um artigo da Balkan Insight afirmou que "perdeu força".